# Freud Evaluated
Freud Evaluated ("Freud utvärderad") är en bok från 1991 av Malcolm Macmillan. Den kritiserar Sigmund Freud och hans lära psykoanalys.

## Mottagande
Boken fick ett positivt mottagande från flera Freud-kritiker. Den amerikanske professorn Frederick Crews beskrev den som "den enskilt viktigaste boken om Freuds idéer". Allen Esterson kallade den "en mödosam akademisk och anmärkningsvärt omfattande historikbaserad kritik av Freuds teoretiska ramverk som kommer förbli ett ovärderligt referensverk för många år framöver".
Den brittiske kulturhistorikern Richard Webster menade att boken är "en värdefull resurs, full av minutiösa läsningar och närstudier av Freuds idéers utveckling", och att den innehåller mycket betydelsefullt material som saknas i tidigare verk som Frank Sulloways Freud, Biologist of the Mind. Dock höll han inte med Macmillan rörande den franske neurologen Jean Martin Charcot och medicinska frågor kring hysteri. Webster ansåg att Macmillan ibland accepterar psykogena sjukdomsteorier alltför lättvindigt, och att större tonvikt borde läggas vid den mänskliga organismens neurologiska och neuropatologiska komplexitet i sjukdomsutvecklingen.
Den kanadensiske kritiska teoretikern och postmodernistiska filosofiprofessorn Todd Dufresne kallade boken "en stark, utförlig, om än ganska torr, undersökning av psykoanalysens tidiga historia och teori".